# Gora Malyy Maymekh
Gora Malyy Maymekh är ett berg i Armenien. Det ligger i den centrala delen av landet, 70 kilometer nordost om huvudstaden Jerevan. Toppen på Gora Malyy Maymekh är 2 547 meter över havet, eller 156 meter över den omgivande terrängen. Bredden vid basen är 2,0 km.
Terrängen runt Gora Malyy Maymekh är huvudsakligen kuperad, men österut är den bergig. Närmaste större samhälle är Dilijan, 5,5 kilometer nordväst om Gora Malyy Maymekh. 
Trakten runt Gora Malyy Maymekh består i huvudsak av gräsmarker. Runt Gora Malyy Maymekh är det ganska tätbefolkat, med 72 invånare per kvadratkilometer.